# Buffalo (Kansas)
Pour les articles homonymes, voir Buffalo.
Buffalo est une municipalité américaine située dans le comté de Wilson au Kansas. Sa population est de 232 habitants en 2010.

## Géographie
Buffalo se trouve dans le sud-est du Kansas, à proximité du parc d'État de Wilson (en). Elle est desservie par l'U.S. Route 75.
La municipalité s'étend sur 0,33 mille carré (0,85 km2).

## Histoire
La localité est fondée en 1867,. Elle doit son nom aux bisons (en anglais : buffaloes) qui peuplaient autrefois la région,.
Le chemin de fer atteint Buffalo en 1886. La ville devient une municipalité durant la décennie suivante, en 1898.

## Démographie
Lors du recensement de 2010, Buffalo compte 232 habitants.
Selon l'American Community Survey de 2018, sa population est presque exclusivement blanche et parle l'anglais à la maison (à près de 99 %). Son taux de pauvreté, à 27 %. est largement supérieur à la moyenne nationale (12 %).